# تأثير أوبرث
في الملاحة الفضائية، تُعرف مناورة التحليق باستخدام الطاقة، أو مناورة أوبرث، بأنها مناورة تسقط فيها المركبة الفضائية في بئر جاذبية ثم تستخدم محركاتها للزيادة من تسارعها مع سقوطها في هذا البئر الجاذبي، وبالتالي تحقق السرعة الإضافية المطلوبة. وتعتبر هذه المناورة الناتجة طريقةً أكثر كفاءةً في الحصول على الطاقة الحركية مقارنةً باستخدام المحركات فقط لإنتاج اندفاعًا بنفس المقدار خارج بئر الجاذبية. يمكن تفسير هذه الزيادة في الكفاءة بواسطة تأثير أوبرث، إذ إن استخدام محركات رد الفعل عند السرعات العالية يُولد تغيرًا أكبر في الطاقة الميكانيكية مقارنةً باستخدامها عند السرعات المنخفضة. ومن الناحية العملية، فإن هذا يعني أن المركبة الفضائية يمكن أن تحرق وقودها بأعلى كفاءة ممكنة عندما تكون عند نقطة الحضيض الدنيا من مدارها، أي عندما تكون سرعتها المدارية (وبالتالي طاقتها الحركية) أقصى ما يمكن. وفي بعض الحالات، يكون من الأفضل إنفاق الوقود لإبطاء المركبة الفضائية في بئر الجاذبية للاستفادة من الكفاءة العالية التي تتحقق بفعل تأثير أوبرث. سُميت المناورة والتأثير بهذا الاسم نسبةً إلى الشخص الذي وصفهما لأول مرة عام 1927، وهو الفيزيائي الألماني ذو الأصل النمساوي المجري، ومؤسس علم الصواريخ الحديث، هيرمان أوبرث.
يبلغ تأثير أوبرث قوته القصوى عند نقطة في المدار تعرف بالحضيض المداري، حيث يكون الكمون الثقالي أقل ما يمكن والسرعة المدارية أقصى ما يمكن. وهذا لأن تشغيل المحركات الصاروخية بقدر ما في السرعات العالية ينتج تغيرًا كبيرًا في الطاقة الحركية مقارنةً بتشغيلها بنفس القدر عند السرعات المنخفضة.
ولأن المركبة تبقى عند نقطة الحضيض المداري لفترة قصيرة فقط، يجب أن تكون المركبة قادرةً على إنتاج أقصى قدر ممكن من الاندفاع خلال أقل فترة ممكنة من الزمن؛ للاستفادة بالكفاءة القصوى من مناورة أوبرث. وبالتالي، تعتبر مناورة أوبرث ذات فائدة أكبر في حالة صواريخ الدفع العالي ذات الوقود السائل، وتقل فائدتها في حالة محركات رد الفعل منخفضة الدفع مثل المحركات الأيونية، والتي تأخذ وقتًا طويلًا لاكتساب السرعة. يمكن الاستفادة من تأثير أوبرث أيضًا في تفسير سلوك الصواريخ متعددة المراحل: إذ تتمكن المراحل العليا من إنتاج كميةً أكبر من الطاقة الحركية الفعالة مقارنةً بالطاقة الكيميائية الكلية للمادة الدافعة الموجودة بها.
ومن ناحية الطاقات المؤثرة، يصبح تأثير أوبرث أكثر فاعليةً عند السرعات العالية بسبب ارتفاع الطاقة الحركية للمادة الدافعة عند هذه السرعات، بالإضافة إلى طاقة الوضع الكيميائية الخاصة بها. وعند السرعات العالية، يمكن للمركبة أن تستخدم التغير الكبير (الانخفاض) في الطاقة الحركية للمادة الدافعة لتوليد زيادة كبيرة في الطاقة الحركية للمركبة (إذ إن المادة الدافعة تُطرد في اتجاه معاكس لاتجاه حركة المركبة، وبالتالي تكون سرعتها أقل، بالإضافة أيضًا إلى طاقتها الحركية).

## التفسير من ناحية الزخم والطاقة الحركية
يعمل الصاروخ من خلال نقل الزخم إلى مادته الدافعة. وعند ثبوت سرعة العادم، سيكون الزخم ثابتًا بالنسبة لوحدة المادة الدافعة. وبالنسبة لصاروخ ذي كتلة معينة (بما يتضمن كتلة المادة الدافعة المتبقية التي يحملها)، سيعني هذا أن السرعة تتغير بمقدار ثابت بالنسبة لوحدة المادة الدافعة. ولأن الطاقة الحركية تساوي mv2/2، سينتج هذا التغير في السرعة v كميةً كبيرةً من الطاقة الحركية عند السرعات العالية مقارنةً بالطاقة الحركية الناتجة عنها عند السرعات المنخفضة، وعلى سبيل المثال، باعتبار أن الصاروخ كتلته m تساوي 2 كيلوغرام:
- عند سرعة 1 متر لكل ثانية، ستؤدي زيادة سرعة الصاروخ بمقدار 1 متر لكل ثانية إلى زيادة الطاقة الحركية للصاروخ من 1 جول إلى 4 جول، أي أن الطاقة الحركية ازدادت بمقدار 3 جول فقط.
- عند سرعة 10 متر لكل ثانية، ستكون الطاقة الحركية الابتدائية للصاروخ 100 جول، وبزيادة  سرعة الصاروخ بمقدار 1 متر لكل ثانية، ستكون الطاقة الحركية النهائية له بمقدار 121 جول، أي أن الطاقة الحركية ازدادت في هذه الحالة بمقدار 21 جول.

يمكن لهذه الزيادة الكبيرة في الطاقة الحركية أن تحمل الصاروخ إلى ارتفاعات أعلى في بئر الجاذبية مقارنةً بالزيادة الأقل الناتجة عن حرق المادة الدافعة عند السرعات المنخفضة.

## المفارقة
يمكن أن يبدو الوضع وكأن الصاروخ يكتسب طاقةً من العدم، ما يتعارض مع قانون حفظ الطاقة. ولكن تُعادَل أي زيادة في الطاقة الحركية للصاروخ بانخفاض نسبي في الطاقة الحركية للعادم (يمكن أن تزداد الطاقة الحركية للعادم، ولكنها لن تكون زيادةً كبيرةً مقارنةً بالصاروخ). وعلى النقيض، يمكن مقارنة هذا الوضع بحالة الإطلاق الساكن للمحركات، أي عندما تكون سرعة الصاروخ ثابتةً عند الصفر. وفي هذه الحالة، لن تزداد الطاقة الحركية للصاروخ على الإطلاق، وبالتالي ستتحول الطاقة الكيميائية التي يطلقها الوقود بالكامل إلى طاقة حركية في العادم فقط، بالإضافة إلى طاقة حرارية.
وعند السرعات العالية للغاية، يمكن أن يكتسب الصاروخ طاقةً ميكانيكيةً بكمية تتخطى إجمالي الطاقة المتحررة من احتراق المادة الدافعة، ويمكن أيضًا أن يبدو هذا انتهاكًا لقانون حفظ الطاقة. ولكن لا تحمل المواد الدافعة، في الصواريخ المنطلقة بسرعات عالية، طاقتها الكيميائية فقط، ولكنها أيضًا تحمل طاقتها الحركية الخاصة، والتي يمكن أن تفوق طاقتها الكيميائية عندما يتحرك الصاروخ بسرعات تصل إلى عدة كيلومترات في الثانية الواحدة. وعند احتراق هذه المواد الدافعة، ينتقل بعض من طاقتها الحركية إلى الصاروخ بجانب الطاقة الكيميائية المتحررة مع عملية الاحتراق.
وبالتالي، يمكن أن يعوض تأثير أوبرث جزئيًا عن الانخفاض الشديد في الكفاءة خلال الفترات الأولى من رحلة الصاروخ عندما تكون حركته بطيئةً فقط. و«يُستثمر» أغلب الشغل المبذول بواسطة الصاروخ خلال الفترات الأولى من رحلته في الطاقة الحركية للمادة الدافعة التي لم تحترق بعد، والتي سيتحرر جزء منها لاحقًا عندما تحترق بواسطة المحركات الصاروخية.